# Momentgenererande funktion
Den momentgenererande funktionen (ofta förkortat mgf) för en stokastisk variabel X definieras som {\displaystyle \psi _{X}(t)=E[e^{tX}]}, om det finns ett h så att väntevärdet existerar och är ändligt för {\displaystyle |t|<h}. 
Momentgenererande funktioner räknas ut olika beroende på om X är en kontinuerlig eller diskret stokastisk variabel, eftersom väntevärden räknas ut olika. Man får att:
{\displaystyle E[e^{tX}]={\begin{cases}\sum _{i}e^{it}p_{X}(i)&X~{\textrm {diskret}}\\\int _{-\infty }^{\infty }e^{tx}f_{X}(x)dx&X~{\textrm {kontinuerlig}}\end{cases}}}
där fX är X:s täthetsfunktion.

## Egenskaper
Den momentgenererande funktionen bestämmer unikt fördelningen för stokastiska variabler. Så om två momentgenererande funktioner är lika, {\displaystyle \psi _{X}(t)=\psi _{Y}(t)}, har de två stokastiska variablerna, {\displaystyle X} och {\displaystyle Y}, lika fördelning.
Man kan visa att om {\displaystyle \psi _{X}(t)} existerar för {\displaystyle |t|<h} och något {\displaystyle h>0} gäller
- {\displaystyle E[X]^{r}<\infty ,~\forall r>0}
- Det n:te momentet till X kan beräknas med:

{\displaystyle E[X^{n}]=\left.{\frac {d^{n}\psi _{X}(t)}{dt^{n}}}\right|_{t=0}}
- Om Y = aX + b så är

{\displaystyle \psi _{Y}(t)=e^{tb}\psi _{X}(at).\,}
- Om X och Y är oberoende stokastiska variabler med momentgenererande funktioner {\displaystyle \psi _{X}} och {\displaystyle \psi _{Y}} har den stokastiska variabeln W = X + Y den momentgenerernade funktionen

{\displaystyle \psi _{W}(t)=\psi _{X}(t)\psi _{Y}(t).\,}